# Jerem Erzsébet
Jerem Erzsébet (Budapest, 1942. január 10. –) magyar régész. A történelemtudományok kandidátusa (1996).

## Életpályája
1961–1966 között az Eötvös Loránd Tudományegyetem régészet-latin szakos hallgatója volt. 1969–1972 között az Eötvös Loránd Tudományegyetem Régészeti Tanszékén aspiráns volt. 1973–2005 között a Magyar Tudományos Akadémia Régészeti Intézetében dolgozott tudományos munkatársként illetve tudományos főmunkatársként. 1990–1991 között Ménfőcsanak-Szeles lelőhelyen a komplex paleoökológiai vizsgálatok koordinálásában vett részt. 1991-től az Archaeolingua Alapítvány és Kiadó vezetőjeként és az azonos nevű monográfia sorozat főszerkesztőjeként dolgozott. 1999-ben a Deutsches Archäologisches Institut (Berlin–Frankfurt) levelező tagjává választotta. 1996-ban az European Association of Archaeologist (EAA) elnökhelyettese lett. 2002–2008 között a Nomination Committee elnöke volt. 2004–2008 között az EU 6-os keretprogramjában az EPOCH projekt egyik vezetője volt. 2005-ben nyugdíjba vonult. 2010–2013 között az EAA által kiadott European Journal of Archaeology szerkesztőbizottsági tagja volt. 2012-től a Magyar Régészet–Hungarian Archaeology online periodika főszerkesztője. 2014-től a Pázmány Péter Tudományegyetem Studia ad Archaeologiam Pazmaniensiae új sorozatának kiadói szerkesztője. 2021-től a Magyar Régészeti és Művészettörténeti Társulat tiszteleti tagja.

## Díjai
- Schönvisner István-díj (2013)
- Európai örökségvédelmi díj (2014)